# 사이클로뷰테인
사이클로뷰테인(cyclobutane) 또는 시클로부탄은 C4H8의 화학식을 가져 분자에 탄소원자가 네개인 사이클로알케인이다. 수소 원자의 반발때문에 결합각 무리가 조금 커지지만 탄소원자가 한평면에 있지않다. 강력한 마취제로도 사용이 가능하며, 아프리카에서 맹수를 기절시켜 치료시킬 때 사용하기도 한다.

## 같이 보기
- 뷰테인